# Зеонбуд
ТОВ "ЗЕОНБУД" — українська приватна компанія, засновник та провайдер загальнонаціональної мережі цифрового телебачення "Т2". Перегляд всіх телеканалів в мережі "Т2" для глядачів є безкоштовним.
З березня 2022 року відповідно до Указу Президента №151/2022 "Про рішення Ради національної безпеки і оборони України від 18 березня 2022 року "Про нейтралізацію загроз інформаційній безпеці держави"  на час дії воєнного стану компанія функціонує у складі Концерну радіомовлення, радіозв'язку та телебачення. З початку повномасштабної війни компанія працює в штатному режимі, цілодобово забезпечує безперебійну роботу телемережі, проводить необхідні відновлювальні роботи після ворожих атак і часткових руйнувань мережі. Так, цифрове мовлення було відновлено в Херсоні, Ізюмі, Харкові та в Сумській області та інших областях України («Зеонбуд» відновив цифрове мовлення в Херсоні, В Ізюмі відновили цифрове мовлення, Мовлення на Сумщині майже відновили).
Компанія здійснює передачу сигналу у стандарті DVB-T2 на частотах дециметрового діапазону 470-862 МГц.

## Перелік загальнонаціональних цифрових телеканалів
Мережа компанії "Зеонбуд" складається з чотирьох загальнонаціональних мультиплексів - МХ-1, МХ-2, МХ-3, МХ-5. У чотирьох зазначених мультиплексах транслюються загальнонаціональні телеканали, а в мультиплексі МХ-5 також транслюються і регіональні телеканали. Конкуренцію "Зеонбуду" становить державний Концерн РРТ, який оперує загальнонаціональним мультиплексом МХ-7. Перелік телеканалів, що транслюються у мультиплексах "Зеонбуд", наведено у статті Список телеканалів України.

### MX-1 (DVB-T2)[5]
| Назва              | Холдинг / Власник | Логотип | Запуск     | Тематика каналу         | Формат мовлення | Телегід    | Юридична особа                                       | Офіційний вебсайт       |
| ------------------ | ----------------- | ------- | ---------- | ----------------------- | --------------- | ---------- | ---------------------------------------------------- | ----------------------- |
| Перший             | Суспільне         |         | 01.02.1939 | Суспільно-політична     | SD 576i 16:9    | Green tick | АТ «НСТУ»                                            | tv.suspilne.media       |
| 1+1 Україна        | 1+1 Media         |         | 24.12.2022 | Загальна                | SD 576i 16:9    | Green tick | ТОВ «Віжн 1+1»                                       | 1plus1.ua               |
| 1+1                | 1+1 Media         |         | 03.09.1995 | Загальна                | SD 576i 16:9    | Ні         | ТОВ «ТРК „Студія 1+1“»                               | 1plus1.ua               |
| Суспільне Культура | Суспільне         |         | 01.01.2002 | Культурно-просвітницька | SD 576i 16:9    | Green tick | АТ «НСТУ»                                            | suspilne.media/culture/ |
| ICTV               | Starlight Media   |         | 15.06.1992 | Загальна                | SD 576i 16:9    | Ні         | ТОВ «Міжнародна комерційна телерадіокомпанія» (ICTV) | ictv.ua                 |
| СТБ                | Starlight Media   |         | 02.06.1997 | Загальна                | SD 576i 16:9    | Green tick | ТОВ «Телеканал СТБ»                                  | stb.ua                  |
| Інтер              | Inter Media Group |         | 20.10.1996 | Загальна                | SD 576i 16:9    | Ні         | ПрАТ «Телеканал „Інтер“»                             | inter.ua                |
| УНІАН. Серіал      | 1+1 Media         |         | 28.07.2010 | Фільмова                | SD 576i 16:9    | Green tick | ТОВ «Дідживан»                                       | unian.tv                |
| Бігуді             | 1+1 Media         |         | 13.01.2014 | Розважальна             | SD 576i 16:9    | Green tick | ТОВ «Віжн 4»                                         | bigudi.tv               |
| Super+             | Starlight Media   |         | 02.12.2024 | Розважальна             | SD 576i 16:9    | Green tick | ТОВ «Хмарочос медіа»                                 |                         |

### MX-2 (DVB-T2)[6]
| Назва         | Холдинг / Власник                        | Логотип | Запуск     | Тематика каналу | Формат мовлення | Телегід    | Юридична особа                                       | Офіційний вебсайт |
| ------------- | ---------------------------------------- | ------- | ---------- | --------------- | --------------- | ---------- | ---------------------------------------------------- | ----------------- |
| Новий канал   | Starlight Media                          |         | 15.07.1998 | Розважальна     | SD 576i 16:9    | Green tick | ТОВ «Новий канал»                                    | novy.tv           |
| ТЕТ           | 1+1 Media                                |         | 24.01.1992 | Розважальна     | SD 576i 16:9    | Green tick | ПрАТ «Телекомпанія „ТЕТ“»                            | tet.tv            |
| 2+2           | 1+1 Media                                |         | 30.08.2010 | Загальна        | SD 576i 16:9    | Green tick | ТОВ «Рєал Істейт-ТВ»                                 | 2plus2.ua         |
| M1            | Starlight Media (50 %) ТАВР Медіа (50 %) |         | 27.12.2001 | Музична         | SD 576i 16:9    | Ні         | ТОВ «Телеодин»                                       | m1.tv             |
| НТН           | Inter Media Group                        |         | 01.11.2004 | Загальна        | SD 576i 16:9    | Green tick | ТОВ «Телестудія „Служба інформації“»                 | ntn.ua            |
| Мега          | Inter Media Group                        |         | 29.03.2010 | Пізнавальна     | SD 576i 16:9    | Green tick | ТОВ «Телеканал „Мега“»                               | megatv.ua         |
| ПлюсПлюс      | 1+1 Media                                |         | 04.08.2012 | Дитяча          | SD 576i 16:9    | Green tick | ТОВ «УНІАН ТБ»                                       | plus-plus.tv      |
| Ми — Україна+ | Ігор Петренко                            |         | 10.02.2024 | Загальна        | SD 576i 16:9    | Green tick | ТОВ «Стрімлайн медіа»                                | weuaplus.tv       |
| Розпакуй TV   | Володимир Брославець                     |         | 24.11.2020 | Телеторгівля    | SD 576i 16:9    | Ні         | ТОВ «Тайм медіа солюшн»                              | rozpakuy.com      |
| ICTV2         | Starlight Media                          |         | 17.12.2022 | Загальна        | SD 576i 16:9    | Green tick | ТОВ «Міжнародна комерційна телерадіокомпанія» (ICTV) | ictv.ua/ictv2/    |
| ОЦЕ ТБ        | Starlight Media                          |         | 01.09.2017 | Розважальна     | SD 576i 16:9    | Ні         | ТОВ «Хмарочос медіа»                                 | oce-tv.tv         |

### MX-3 (DVB-T2)[7]
| Назва                | Холдинг / Власник | Логотип | Запуск     | Тематика каналу            | Формат мовлення | Телегід    | Юридична особа                                   | Офіційний вебсайт |
| -------------------- | ----------------- | ------- | ---------- | -------------------------- | --------------- | ---------- | ------------------------------------------------ | ----------------- |
| К1                   | Inter Media Group |         | 20.06.2005 | Розважальна                | SD 576i 16:9    | Green tick | ТОВ «Телерадіоорганізація „Мульті Медіа Сервіс“» | k1.ua             |
| К2                   | Inter Media Group |         | 01.08.2005 | Розважальна                | SD 576i 16:9    | Green tick | ТОВ «Телеканал „К2“»                             | k2.ua             |
| Zoom                 | Inter Media Group |         | 01.06.2013 | Просвітницько-інформаційна | SD 576i 16:9    | Ні         | ТОВ «Музичне телебачення»                        | zoomua.tv         |
| Прямий               | Вільні медіа      |         | 24.08.2017 | Інформаційна               | SD 576i 16:9    | Ні         | ТОВ «Телеканал „Прямий“»                         | prm.ua            |
| Еспресо TV           | Іван Жеваго       |         | 24.11.2013 | Інформаційна               | SD 576i 16:9    | Ні         | ТОВ «Голдберрі»                                  | espreso.tv        |
| XSPORT               | ХК «Донбас»       |         | 13.04.2016 | Спортивна                  | SD 576i 16:9    | Green tick | ТОВ «Тотвельд»                                   | xsport.ua         |
| Enter-фільм          | Inter Media Group |         | 25.02.2002 | Фільмова                   | SD 576i 16:9    | Green tick | ТОВ «ТРК „Кіно ТБ“»                              | enterfilm.com.ua  |
| Піксель TV           | Inter Media Group |         | 15.04.2012 | Дитяча                     | SD 576i 16:9    | Green tick | ТОВ «ТРК „Музика ТБ“»                            | pixelua.tv        |
| Сонце                | ПП «Студія Пілот» |         | 04.02.2013 | Розважальна                | SD 576i 16:9    | Ні         | ТОВ «Солар медіа»                                | sonce.tv          |
| Тюсо                 | Віра Симонова     |         | 25.08.2021 | Телеторгівля               | SD 576i 16:9    | Ні         | ПП «Тюсо»                                        | tuso.ua           |
| Beauty Trust Quality | Ірина Сліпич      |         | 01.08.2023 | Телеторгівля               | SD 576i 16:9    | Ні         | ТОВ «Телекомпанія „Фенікс ТВ“»                   | btq.in.ua         |

### MX-5 (DVB-T2) (загальнонаціональні, мовлення по всій Україні)[8]
| Назва             | Холдинг / Власник               | Логотип | Запуск     | Тематика каналу            | Формат мовлення | Телегід    | Юридична особа         | Офіційний вебсайт   |  |
| ----------------- | ------------------------------- | ------- | ---------- | -------------------------- | --------------- | ---------- | ---------------------- | ------------------- |  |
| 5 канал           | Вільні медіа                    |         | 01.09.2003 | Просвітницько-інформаційна | SD 576i 16:9    | Ні         | ТОВ «ТРК „НБМ“»        | 5.ua                |  |
| Конкурент Україна | ТОВ «Контент менемджемент груп» |         | 05.05.2025 | Загальна                   | SD 576i 16:9    | Green tick | ТОВ «Телерадіоконтент» | konkurent.tv        |  |
| Твій серіал       | Starlight Media                 |         | 16.10.2023 | Фільмова                   | SD 576i 16:9    | Green tick | SD 576i 16:9           | ТОВ «Телеканал СТБ» |  |

### MX-5 (DVB-T2) (регіональні, канали мовлення залежать від регіону)[9]
- 1 регіональний телеканал суспільного мовлення[10]

| Регіон мовлення                          | Назва каналу               | Логотип | Формат мовлення | Юридична особа | Офіційний вебсайт      |
| ---------------------------------------- | -------------------------- | ------- | --------------- | -------------- | ---------------------- |
| Автономна Республіка Крим м. Севастополь | Суспільне Крим             |         | HD 1080i 16:9   | АТ «НСТУ»      | crimea.suspilne.media  |
| Вінницька область                        | Суспільне Вінниця          |         | HD 1080i 16:9   | АТ «НСТУ»      | vn.suspilne.media      |
| Волинська область                        | Суспільне Луцьк            |         | HD 1080i 16:9   | АТ «НСТУ»      | vo.suspilne.media      |
| Донецька область Луганська область       | Суспільне Донбас           |         | HD 1080i 16:9   | АТ «НСТУ»      | dn.suspilne.media      |
| Дніпропетровська область                 | Суспільне Дніпро           |         | HD 1080i 16:9   | АТ «НСТУ»      | dp.suspilne.media      |
| Житомирська область                      | Суспільне Житомир          |         | HD 1080i 16:9   | АТ «НСТУ»      | zt.suspilne.media      |
| Закарпатська область                     | Суспільне Ужгород          |         | HD 1080i 16:9   | АТ «НСТУ»      | uz.suspilne.media      |
| Запорізька область                       | Суспільне Запоріжжя        |         | HD 1080i 16:9   | АТ «НСТУ»      | zp.suspilne.media      |
| Івано-Франківська область                | Суспільне Івано-Франківськ |         | HD 1080i 16:9   | АТ «НСТУ»      | if.suspilne.media      |
| м. Київ Київська область                 | Суспільне Київ             |         | HD 1080i 16:9   | АТ «НСТУ»      | central.suspilne.media |
| Кіровоградська область                   | Суспільне Кропивницький    |         | HD 1080i 16:9   | АТ «НСТУ»      | kr.suspilne.media      |
| Львівська область                        | Суспільне Львів            |         | HD 1080i 16:9   | АТ «НСТУ»      | lv.suspilne.media      |
| Миколаївська область                     | Суспільне Миколаїв         |         | HD 1080i 16:9   | АТ «НСТУ»      | mk.suspilne.media      |
| Одеська область                          | Суспільне Одеса            |         | HD 1080i 16:9   | АТ «НСТУ»      | od.suspilne.media      |
| Полтавська область                       | Суспільне Полтава          |         | HD 1080i 16:9   | АТ «НСТУ»      | pl.suspilne.media      |
| Рівненська область                       | Суспільне Рівне            |         | HD 1080i 16:9   | АТ «НСТУ»      | rv.suspilne.media      |
| Сумська область                          | Суспільне Суми             |         | HD 1080i 16:9   | АТ «НСТУ»      | sm.suspilne.media      |
| Тернопільська область                    | Суспільне Тернопіль        |         | HD 1080i 16:9   | АТ «НСТУ»      | te.suspilne.media      |
| Харківська область                       | Суспільне Харків           |         | HD 1080i 16:9   | АТ «НСТУ»      | kh.suspilne.media      |
| Херсонська область                       | Суспільне Херсон           |         | HD 1080i 16:9   | АТ «НСТУ»      | ks.suspilne.media      |
| Хмельницька область                      | Суспільне Хмельницький     |         | HD 1080i 16:9   | АТ «НСТУ»      | km.suspilne.media      |
| Черкаська область                        | Суспільне Черкаси          |         | HD 1080i 16:9   | АТ «НСТУ»      | ck.suspilne.media      |
| Чернівецька область                      | Суспільне Чернівці         |         | HD 1080i 16:9   | АТ «НСТУ»      | cv.suspilne.media      |
| Чернігівська область                     | Суспільне Чернігів         |         | HD 1080i 16:9   | АТ «НСТУ»      | cn.suspilne.media      |

- 3 регіональні або місцеві телеканали (якщо в одній області курсивом виділено декілька каналів, то з однієї вежі транслюється лише один з цих каналів)[12][13]

| Регіон мовлення                          | Назва каналу          | Логотип      | Формат мовлення | Офіційний вебсайт      |
| ---------------------------------------- | --------------------- | ------------ | --------------- | ---------------------- |
| Автономна Республіка Крим м. Севастополь | мовлення відсутнє     |              |                 |                        |
| Вінницька область                        | Вінниччина            |              | SD 576i 16:9    | tvvin.net              |
| Вінницька область                        | TVій                  |              | SD 576i 16:9    |                        |
| Волинська область                        | Аверс                 |              | HD              | mediaavers.com         |
| Волинська область                        | Конкурент TV          |              | HD 1080i 16:9   | konkurent.ua           |
| Дніпропетровська область                 | Рудана                |              | SD 576i 16:9    | rudana.com.ua          |
| Дніпропетровська область                 | 11 канал              |              | SD 576i 16:9    | 11tv.dp.ua             |
| Дніпропетровська область                 | ПТРК                  |              | HD              | ptrk.tv                |
| Дніпропетровська область                 | Жовта Річка           |              | SD 576i 4:3     | fb.com/zhovtarichka    |
| Дніпропетровська область                 | УНІАН. Дніпро         |              | SD 576i 16:9    | unian.tv               |
| Дніпропетровська область                 | МедіаInform           |              | SD 576i 16:9    |                        |
| Донецька область                         | С-Плюс                |              | SD 576i 4:3     | s-plus.tv              |
| Донецька область                         | Орбіта                |              | SD 576i 4:3     | orbita.dn.ua           |
| Житомирська область                      | СК1                   |              | SD 576i 16:9    | sk1.tv                 |
| Житомирська область                      | CTV (Союз ТВ)         |              | SD 576i 16:9    | ctv.ua                 |
| Житомирська область                      | Коростень ТБ          |              | SD 576i 16:9    |                        |
| Житомирська область                      | ВІК                   |              | SD 576i 16:9    |                        |
| Житомирська область                      | Н1                    |              | SD 576i 16:9    |                        |
| Закарпатська область                     | М-Студіо              |              | SD 576i 16:9    | m-studio.net.ua        |
| Закарпатська область                     | 21 Ужгород            |              | SD 576i 16:9    | 21tv.info              |
| Закарпатська область                     | Info+                 |              | SD 576i 16:9    |                        |
| Запорізька область                       |                       |              |                 |                        |
| МТМ                                      |                       | SD 576i 16:9 | tvmtm.online    |                        |
| Івано-Франківська область                | РАІ                   |              | HD 1080i 16:9   | rai.ua                 |
| Івано-Франківська область                | Галичина TV           |              | HD 720p 16:9    | galtv.if.ua            |
| Івано-Франківська область                | НТА                   |              | HD 1080i 16:9   | nta.ua                 |
| Київ                                     | Київ TV               |              | SD 576i 16:9    | tv.kyiv.media          |
| Київська область                         | Крокус TV             |              | HD              | bc.krokus.tv           |
| Київська область                         | ПравдаТУТ Біла Церква |              | SD 576i 16:9    | tut.media pravdatut.ua |
| Київська область                         | Еспресо Біла Церква   |              | SD 576i 16:9    | espreso.tv             |
| Кіровоградська область                   | TTV                   |              | SD 576i 4:3     |                        |
| Кіровоградська область                   | КТМ                   |              | SD 576i 16:9    | ktm.net.ua             |
| Луганська область                        | ІРТА                  |              | SD 576i 16:9    |                        |
| Львівська область                        | 24 Канал              |              | SD 576i 16:9    | 24tv.ua                |
| Львівська область                        | ПравдаТУТ Львів       |              |                 | pravdatutlviv.com      |
| Львівська область                        | Перший Західний       |              | HD 1080i 16:9   | 1zahid.com             |
| Львівська область                        | НТА                   |              | HD 1080i 16:9   | nta.ua                 |
| Львівська область                        | Броди online          |              | SD 576i 16:9    |                        |
| Львівська область                        | Броди                 |              | SD 576i 16:9    |                        |
| Миколаївська область                     | ТАК-TV Центр+         |              | SD 576i 16:9    |                        |
| Миколаївська область                     | МАРТ                  |              | HD 720p 16:9    | trkmart.tv             |
| Миколаївська область                     | Всесвіт               |              | SD 576i 4:3     | visp.com.ua            |
| Миколаївська область                     | 35-й канал            |              | SD 576i 16:9    | nis-tv.com             |
| Одеська область                          | Репортер              |              | SD 576i 16:9    | reporter.od.ua         |
| Одеська область                          | Академія              |              | SD 576i 16:9    | ak.od.ua               |
| Одеська область                          | 3-й цифровий          |              | SD 576i 4:3     | tretiy.tv              |
| Одеська область                          | ТБ-Ізмаїл             |              | SD 576i 4:3     | izmailtv.com           |
| Полтавська область                       | Місто+                |              | SD 576i 16:9    | irt.pl.ua              |
| Полтавська область                       | Пирятин               |              | SD 576i 16:9    | pyriatyn.ua            |
| Полтавська область                       | Візит                 |              | HD 1080i 16:9   |                        |
| Полтавська область                       | PTV                   |              | SD 576i 16:9    | ptv.ua                 |
| Полтавська область                       | Кременчук             |              | HD 1080i 16:9   |                        |
| Рівненська область                       | Рівне 1               |              | HD              | rivne1.tv              |
| Рівненська область                       | ITV                   |              | HD              | itvmg.com              |
| Рівненська область                       | Сфера ТБ              |              | SD 576i 16:9    | sfera-tv.com.ua        |
| Сумська область                          | ATV                   |              | SD 576i 4:3     | atv.sumy.ua            |
| Сумська область                          | Відікон               |              | SD 576i 4:3     | vidikon.sumy.ua        |
| Сумська область                          | TVT                   |              | SD 576i 4:3     |                        |
| Сумська область                          | СТС                   |              | SD 576i 16:9    | sts.sumy.ua            |
| Тернопільська область                    | TV-4                  |              | SD 576i 16:9    | tv4.te.ua              |
| Тернопільська область                    | Тернопіль 1           |              | SD 576p 16:9    | ternopil1.com          |
| Харківська область                       | 7 канал               |              | SD 576i 16:9    | tv7.kharkov.ua         |
| Харківська область                       | Simon                 |              | SD 576i 4:3     |                        |
| Харківська область                       | Вектор                |              | SD 576i 4:3     | vektor-plus.com        |
| Харківська область                       | УНІАН. Харків         |              | SD 576i 16:9    | www.unian.tv           |
| Харківська область                       | Milady Television     |              | SD 576i 16:9    | milady-tv.tv           |
| Хмельницька область                      | 33 канал              |              | SD 576i 16:9    | 33tv.com.ua            |
| Хмельницька область                      | TV 7+                 |              | SD 576i 16:9    | tv7plus.com            |
| Хмельницька область                      | Перший Подільський    |              | HD              | 1podilskiy.com.ua      |
| Хмельницька область                      | ТРК К-П               |              | SD 576i 16:9    |                        |
| Хмельницька область                      | Ексклюзив             |              | SD 576i 16:9    |                        |
| Черкаська область                        | Вікка                 |              | HD 720p 16:9    | vikka.ua               |
| Черкаська область                        | Ільдана               |              | HD 1080i 16:9   | ldana.tv               |
| Черкаська область                        | Антена                |              | HD 720p 16:9    | antenna.com.ua         |
| Чернівецька область                      | Чернівецький промінь  |              | SD 576i 16:9    | promin.cv.ua           |
| Чернівецька область                      | Місто ТБ              |              | SD 576i 4:3     |                        |
| Чернівецька область                      | C4                    |              | HD 720p 16:9    | c4.com.ua              |
| Чернівецька область                      | ТВА                   |              | HD 720p 16:9    | tva.ua                 |
| Чернігівська область                     | Відікон               |              | SD 576i 4:3     | vidikon.sumy.ua        |
| Чернігівська область                     | КСТ                   |              | SD 576i 16:9    |                        |
| Чернігівська область                     | 41 Прилуки            |              | SD 576i 16:9    |                        |
| Чернігівська область                     | Дитинець              |              | HD              | webtv.net.ua           |
| Чернігівська область                     | Новий Чернігів        |              | SD 576i 4:3     | newch.tv               |
| Чернігівська область                     | ТІМ                   |              | HD              | prk.city/tv            |

### MX-7(DVB-T2)
| Назва              | Холдинг / Власник            | Логотип | Запуск     | Тематика каналу         | Формат мовлення | EPG        | Юридична особа                              | Офіційний вебсайт       |
| ------------------ | ---------------------------- | ------- | ---------- | ----------------------- | --------------- | ---------- | ------------------------------------------- | ----------------------- |
| Армія TV           | Міністерство оборони України |         | 21.04.2023 | Військова               | SD 576i 16:9    | Ні         | Центральна ТРС Міністерства оборони України | armytv.com.ua           |
| Рада               | ДТВРУ                        |         | 07.09.2004 | Інформаційна            | SD 576i 16:9    | Ні         | ДП «Парламентський телеканал „РАДА“»        | tv.rada.gov.ua          |
| Megogo Спорт       | Megogo                       |         | 12.08.2024 | Спортивна               | HD 1080i 16:9   | Green tick | ТОВ «Мегого»                                | megogo.net/ua/          |
| Ми — Україна       | Ігор Петренко                |         | 07.11.2022 | Інформаційна            | SD 576i 16:9    | Ні         | ТОВ «Ми — Україна»                          | weukraine.tv            |
| Квартал TV         | 1+1 Media                    |         | 08.08.2016 | Розважальна             | SD 576i 16:9    | Green tick | ТОВ «Віжн Квартал ТВ»                       |                         |
| Світло             | Film.UA Group                |         | 21.08.2023 | Розважальна             | SD 576i 16:9    | Green tick | ТОВ «ТРК „Корисне ТБ“»                      | svitlo.tv               |
| Світ+              | 1+1 Media                    |         | 01.11.2024 | Пізнавальна             | SD 576i 16:9    | Green tick | ТОВ «Віжн 3»                                |                         |
| Сонце+             | ПП «Студія Пілот»            |         | 31.07.2024 | Розважальна             | SD 576i 16:9    | Ні         | ТОВ «Солар медіа»                           |                         |
| Перший             | Суспільне                    |         | 01.02.1939 | Суспільно-політична     | SD 576i 16:9    | Ні         | АТ «НСТУ»                                   | suspilne.media/culture/ |
| Суспільне Культура | Суспільне                    |         | 01.01.2002 | Культурно-просвітницька | SD 576i 16:9    | Ні         | АТ «НСТУ»                                   | tv.suspilne.media       |
| УНІАН-2            | 1+1 Media                    |         |            | Інформаційна            | SD 576i 16:9    | Ні         | ТОВ «Дідживан»                              |                         |
| Інтер Україна      | Inter Media Group            |         |            | Загальна                | SD 576i 16:9    | Ні         | ПрАТ «Телеканал Інтер»                      | inter.ua                |

## Цифрові DVB-T/DVB-T2 канали (локальні мультиплекси)
| ТВК                | Назва              | Місто                    | Формат мовлення     | Область                   | Стандарт |
| ------------------ | ------------------ | ------------------------ | ------------------- | ------------------------- | -------- |
| 48                 | Аверс              | Камінь-Каширський        | HD 720p             | Волинська область         | DVB-T2   |
| 48                 | Конкурент TV       | Любомль                  | HD 720p             | Волинська область         | DVB-T2   |
| 47                 |                    | Любомль                  | HD 720p             | Волинська область         | DVB-T2   |
| Аверс              | Цумань             |                          | HD 720p             | Волинська область         | DVB-T2   |
| Конкурент TV       | Топільне           |                          | HD 720p             | Волинська область         | DVB-T2   |
| D1                 | Дніпро             | Дніпропетровська область | HD 720p             | DVB-T2                    |          |
| 41 канал / 5 канал | Дніпро             | Дніпропетровська область | SD 576i             | DVB-T2                    |          |
| 35                 | Суспільне Культура | Дніпропетровська область | SD 576i             | DVB-T2                    | Межова   |
| 35                 | Суспільне Донбас   | Дніпропетровська область | SD 576i             | DVB-T2                    | Межова   |
| 35                 | Перший             | Дніпропетровська область | SD 576i             | DVB-T2                    | Межова   |
| 35                 | ICTV               | Дніпропетровська область | SD 576i             | DVB-T2                    | Межова   |
| 35                 | СТБ                | Дніпропетровська область | SD 576i             | DVB-T2                    | Межова   |
| 21                 |                    | Дніпропетровська область |                     | DVB-T2                    |          |
| D1                 | Нікополь           | Дніпропетровська область | HD 720p             | DVB-T2                    |          |
| УНІАН ТБ. Нікополь | Нікополь           | Дніпропетровська область | SD 576i             | DVB-T2                    |          |
| D1                 | Покров             | Дніпропетровська область | HD 720p             | DVB-T2                    |          |
| УНІАН ТБ. Нікополь | Покров             | Дніпропетровська область | SD 576i             | DVB-T2                    |          |
| 44                 | D1                 | Дніпропетровська область | Жовті Води          | DVB-T2                    | HD 720p  |
| 47                 | Союз ТВ            | Житомир                  | Житомирська область | DVB-T2                    | HD 720p  |
| 47                 | Аверс              | Житомир                  | Житомирська область | DVB-T2                    | HD 720p  |
| 44                 | МТМ                | Запоріжжя                | SD 576i             | Запорізька область        | DVB-T2   |
| 44                 | НБМ-Запоріжжя      | Запоріжжя                | SD 576i             | Запорізька область        | DVB-T2   |
| 44                 | НТК (HD)           | Коломия                  | HD 1080i            | Івано-Франківська область | DVB-T2   |
| 44                 | 3-Студія           | Коломия                  | SD 576i             | Івано-Франківська область | DVB-T2   |
| 44                 | Вежа               | Коломия                  | HD 720p             | Івано-Франківська область | DVB-T2   |
| 44                 | Галичина TV        | Стримба                  | HD 720p             | Івано-Франківська область | DVB-T2   |
| 44                 | 3-Студія           | Стримба                  | SD 576i             | Івано-Франківська область | DVB-T2   |
| 44                 | Надвірна           | Стримба                  | SD 576i             | Івано-Франківська область | DVB-T2   |
| 43                 |                    |                          |                     | Івано-Франківська область | DVB-T2   |
| Галичина TV        | Калуш              | HD 720p                  |                     | Івано-Франківська область | DVB-T2   |
| 3-Студія           | Калуш              | SD 576i                  |                     | Івано-Франківська область | DVB-T2   |
| РАІ                | Калуш              | HD 1080i                 |                     | Івано-Франківська область | DVB-T2   |
| 30                 | Калуш              |                          |                     | Івано-Франківська область | DVB-T2   |
| 3-Студія           | Івано-Франківськ   | SD 576i                  |                     | Івано-Франківська область | DVB-T2   |
| Вежа               | Івано-Франківськ   | HD 720p                  |                     | Івано-Франківська область | DVB-T2   |
| Канал-402          | Івано-Франківськ   | HD 720p                  |                     | Івано-Франківська область | DVB-T2   |
| 43                 | Еспресо Київ       | Київ                     | SD 576i             | Київська область          | DVB-T    |
| 43                 | Milady Television  | Київ                     | SD 576i             | Київська область          | DVB-T    |
| 43                 | ECO TV             | Київ                     | SD 576i             | Київська область          | DVB-T    |
| 43                 | 8 канал            | Київ                     | SD 576i             | Київська область          | DVB-T    |
| 43                 | tvii.tv            | Київ                     | SD 576i             | Київська область          | DVB-T    |
| 43                 | Чорноморська ТРК   | Київ                     | SD 576i             | Київська область          | DVB-T    |
| 43                 | Апостроф TV        | Київ                     | HD 1080i            | Київська область          | DVB-T    |
| 43                 | НТА                | Київ                     | HD 1080i            | Київська область          | DVB-T    |
| 44                 | Авіс               | Макарів                  | HD 720p             | Київська область          | DVB-T    |
| 37                 | НТА                | Львів                    | HD 1080i            | Львівська область         | DVB-T2   |
| 37                 | Телефакт           | Львів                    | SD 576i             | Львівська область         | DVB-T2   |
| 37                 | Аверс              | Львів                    | SD 576i             | Львівська область         | DVB-T2   |
| 48                 | Одеса              | Одеса                    | HD 720p             | Одеська область           | DVB-T2   |
| 43                 | Місто+             | Карлівка                 | SD 576i             | Полтавська область        | DVB-T2   |
| 43                 | PTV                | Карлівка                 | SD 576i             | Полтавська область        | DVB-T2   |
| 47                 | PTV                | Кременчук                | SD 576i             | Полтавська область        | DVB-T2   |
| 47                 | Місто+             | Кременчук                | SD 576i             | Полтавська область        | DVB-T2   |
| 47                 | ГОК                | Кременчук                | SD 576i             | Полтавська область        | DVB-T2   |
| 41                 | Аверс              | Дубно                    | HD 720p             | Рівненська область        | DVB-T2   |
| 41                 | Рівне 1            | Дубно                    | HD 720p             | Рівненська область        | DVB-T2   |
| 41                 | ITV                | Дубно                    | HD 1080i            | Рівненська область        | DVB-T2   |
| 41                 | Сфера ТВ           | Дубно                    | SD 576i             | Рівненська область        | DVB-T2   |
| 48                 | Пульсар            | Охтирка                  | SD 576i             | Сумська область           | DVB-T2   |
| 44                 | Тернопіль 1        | Тернопіль                | SD 576i             | Тернопільська область     | DVB-T2   |
| 41                 | TV-4               | Шумськ                   | SD 576i             | Тернопільська область     | DVB-T2   |
| 41                 | Тернопіль 1        | Шумськ                   | SD 576i             | Тернопільська область     | DVB-T2   |
| 29                 | Кременець          |                          | SD 576i             | Тернопільська область     | DVB-T2   |
| 35                 | Теребовля          |                          | SD 576i             | Тернопільська область     | DVB-T2   |
| 43                 | Чортків            |                          | SD 576i             | Тернопільська область     | DVB-T2   |
| 47                 | МТРК Місто         | Хмельницький             | SD 576i             | Хмельницька область       | DVB-T2   |
| 47                 | Перший Подільський | Хмельницький             | SD 576i             | Хмельницька область       | DVB-T2   |
| 40                 | Ексклюзив          | Шепетівка                | SD 576i             | Хмельницька область       | DVB-T2   |
| 40                 | Перший Подільський | Шепетівка                | SD 576i             | Хмельницька область       | DVB-T2   |
| 40                 | TV7+               | Шепетівка                | SD 576i             | Хмельницька область       | DVB-T2   |
| 48                 | МТРК Місто         | Волочиськ                | SD 576i             | Хмельницька область       | DVB-T2   |
| 48                 | Ексклюзив          | Волочиськ                | SD 576i             | Хмельницька область       | DVB-T2   |
| 48                 | TV7+               | Волочиськ                | SD 576i             | Хмельницька область       | DVB-T2   |
| 48                 | МТРК Місто         | Городок                  | SD 576i             | Хмельницька область       | DVB-T2   |
| 48                 | Ексклюзив          | Городок                  | SD 576i             | Хмельницька область       | DVB-T2   |
| 48                 | 4ГТБ               | Городок                  | SD 576i             | Хмельницька область       | DVB-T2   |
| 47                 | Перший Подільський | Кульчіївці               | SD 576i             | Хмельницька область       | DVB-T2   |
| 47                 | Ексклюзив          | Кульчіївці               | SD 576i             | Хмельницька область       | DVB-T2   |
| 47                 | КтркП              | Кульчіївці               | SD 576i             | Хмельницька область       | DVB-T2   |
| 47                 | Ексклюзив          | Полонне                  | SD 576i             | Хмельницька область       | DVB-T2   |
| 43                 | Ексклюзив          | Крупець                  | SD 576i             | Хмельницька область       | DVB-T2   |
| 43                 | TV7+               | Крупець                  | SD 576i             | Хмельницька область       | DVB-T2   |
| 43                 | Перший Подільський | Крупець                  | SD 576i             | Хмельницька область       | DVB-T2   |
| 53                 | А/ТВК              | Харків                   | SD 576i             | Харківська область        | DVB-T2   |
| 53                 | Р1                 | Харків                   | SD 576i             | Харківська область        | DVB-T2   |
| 25                 | TVA                | Чернівці                 | HD 720p             | Чернівецька область       | DVB-T2   |